# Delphinium valens
Delphinium valens là một loài thực vật có hoa trong họ Mao lương. Loài này được Standl. mô tả khoa học đầu tiên năm 1937.